# Educação na Tailândia
A Educação na Tailândia é fornecida principalmente pelo governo tailandês, através do Ministério da Educação. O ensino escolar consiste desde a pré-escola até o colegial. A educação básica gratuita é de doze anos, sendo garantida pela constituição, e um mínimo de nove anos de freqüência à escola é obrigatória.
A educação formal é composto por, pelo menos, doze anos de educação básica e ensino superior. A educação básica está dividida em seis anos do ensino primário e seis anos de ensino secundário, sendo este último é subdividido em três anos de níveis mais baixos e secundário. Níveis de jardim de infância de educação pré-escolar, que também faz parte do nível de educação básica, abrangem entre 2 e 3 anos, dependendo da localidade, e são variavelmente fornecidas pelo governo. A educação não formal também é tolerada pelo Estado. Escolas independentes contribuem significativamente para a estrutura de educação geral tailandesa.
A administração e controle de universidades públicas e privadas são realizadas pelo Escritório de Comissão de Ensino Superior, um departamento do Ministério da Educação.

## Sistema escolar

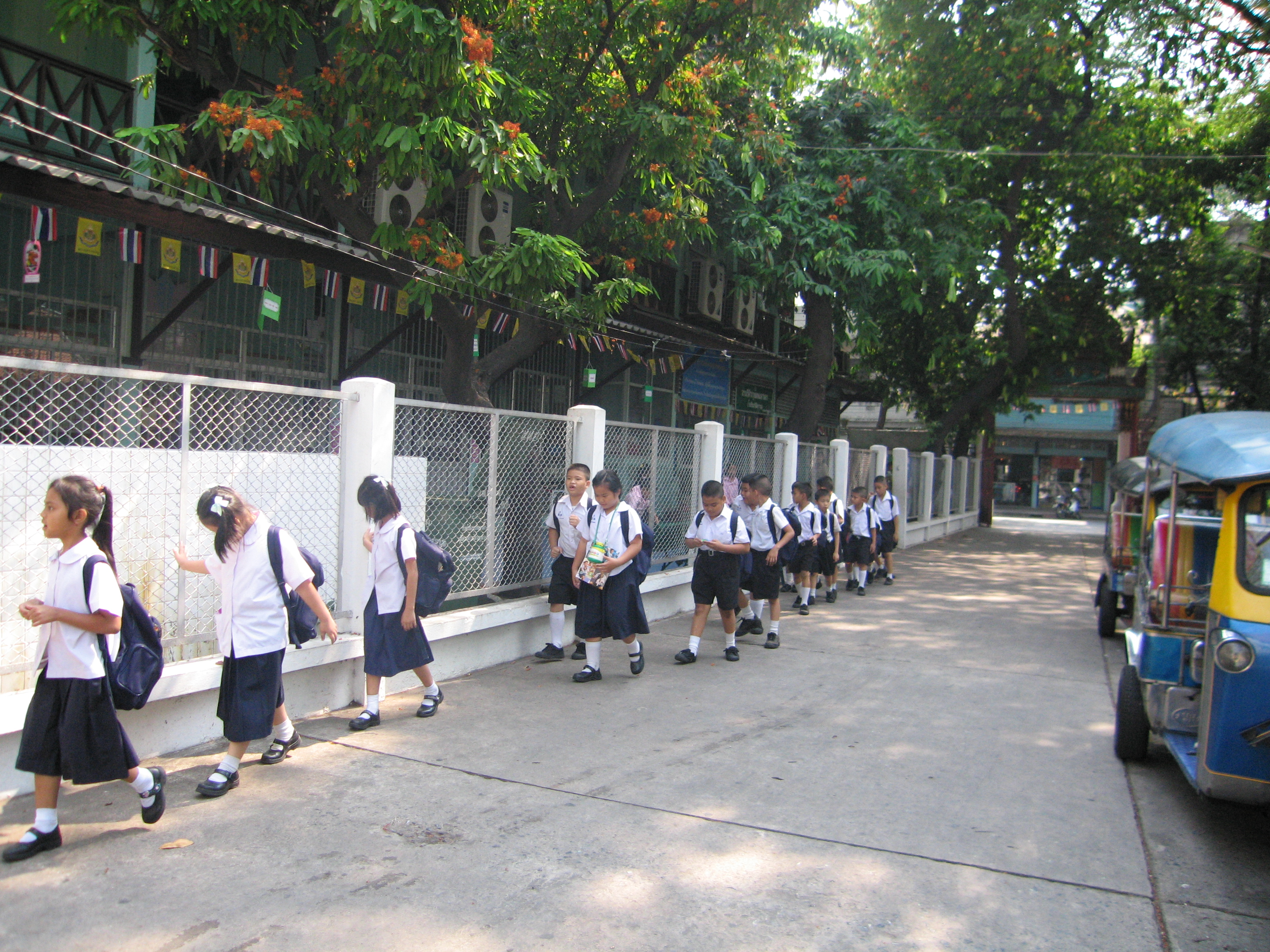
Estudantes tailandeses de nível primário.

A estrutura da escola é dividida em quatro fases fundamentais: os três primeiros anos do ensino fundamental (Prathom 1-3) são para as faixas etárias de 6 a 8 anos de idade. O segundo nível (Prathom 4 a 6), são para grupos de idade entre 9 a 11 anos. O terceiro nível (Matthayom 1-3) é para os grupos etários de 12 a 14 anos de idade. O nível secundário de educação é designado para os grupos de idade 15 a 17 anos e está dividido em correntes académicas e profissionais. Há escolas académicas superiores secundárias, escolas secundárias e escolas de formação profissional abrangentes, oferecendo faixas académicas e profissionais. Os alunos que escolherem o fluxo acadêmico geralmente pretendem entrar em uma universidade. As escolas profissionais oferecem programas que preparam os alunos para o emprego ou estudos adicionais.
A entrada para uma escola secundária é através de um exame de admissão. Após a conclusão de cada nível, os alunos precisam passar no NET (Teste Nacional de Educação) para realizar uma pós-graduação. As crianças são obrigadas a participar de seis anos de escola primária e, pelo menos dos três primeiros anos do ensino médio. Aqueles que se formam a partir do sexto ano do ensino médio são candidatos a dois testes decisivos: ONET (Teste Nacional Ordinário de Educação) e ANET (Teste Nacional Avançado de Educação).
As escolas públicas são administradas pelo governo. O setor privado é composto por escolas dirigidas para fins lucrativos e escolas sem fins lucrativos, que muitas vezes são administradas por organizações de caridade, especialmente pela diocese católica.
Devido a limitações orçamentais, as escolas rurais são geralmente menos equipadas do que as escolas nas áreas urbanas. O padrão de ensino é muito inferior, e muitos estudantes do ensino médio deslocam-se em média, 60 a 80 quilômetros para escolas na cidade mais próxima. Vez